# Samionka
Samionka – struga, prawy dopływ Kanału Brynica, uchodząca na 21 km jej biegu. Samionka wypływa z terenów bagiennych w okolicy Leźna Małego i ma długość 8,84 km. Maksymalny spadek strugi wynosi 10‰, średni 5,37‰, głębokość od 0,3 m do 1,1 m, szerokość od 1 m do 3 m. Przepływ ok. 0,15 m³/s. Przepływa przez Jezioro Samińskie w swoim środkowym biegu.